# Ray Ferritto

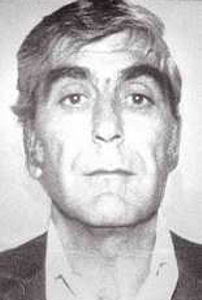
Raymond W. „Ray“ Ferritto

Raymond W. „Ray“ Ferritto (* 8. April 1929; † 10. Mai 2004) war ein italienisch-amerikanischer Mobster aus Erie (Pennsylvania) und ein Vollstrecker der Dragna-Familie aus Los Angeles sowie der Licavoli-Familie aus Cleveland von der amerikanischen Cosa Nostra. Ray wurde bekannt als der Mann, der 1977 den berüchtigten irischstämmigen Gangster Danny „The Irishman“ Greene ermordet hat.

## Leben

### Frühe Jahre
Im Jahr 1942, bereits im jungen Alter von 13 Jahren wurde er zu zwei Jahren Bewährung verurteilt, da er in zwei Tankstellen eingebrochen war. Ein Jahr später, während Ferritto in einer Bronze-Fabrik arbeitete, verursachte ein Unfall die Amputation von zwei seiner Zehen. Ferritto verließ das Gymnasium im Alter von 17 Jahren und trat den Marine Corps bei; wurde aber wegen der Verletzungen an seinem Fuß einen Monat später ehrenhaft entlassen. Während seiner zwanziger Jahre war Ferritto ein Buchmacher und im Verkaufsautomaten-Geschäft in Erie tätig.
Er heiratete 1948 und zeugte zwei Kinder, bevor er im Jahr 1956 geschieden wurde. Bereits im Jahr 1957 heiratete er erneut und zeugte ein weiteres Kind. Zu dieser Zeit war Ferritto nach Warren (Ohio) gezogen, wo er die Mafia-Mitglieder Ronald „The Crab“ Carabbia und Anthony „Tony Dope“ Delsanter kennenlernte.

### Kriminelle Karriere
Im Jahr 1958, im Alter von neunundzwanzig, wurde Ferritto wegen Einbruchs verurteilt und saß dafür drei Jahre im Gefängnis ab.
In den späten sechziger Jahren war Ferritto nach Los Angeles gezogen, wo er sich mit einer Gruppe von Cleveland-Mobstern, darunter Julius „Julio“ Petro, verbündete und für den Capo „Jimmy the Weasel“ Fratianno arbeitete. 1969 wurde Julius Petro von Fratianno ermordet. Der Mord blieb viele Jahre ungeklärt.
1971 wurde Ferritto erneut wegen Einbruchs verurteilt, diesmal im Zusammenhang mit Benutzung von Sprengstoffen. Er wurde zu fünfzehn Jahren Haft verurteilt, welche er in der California Institution for Men in Chino (Kalifornien) verbüßte.
1974 wurde Ferritto aus Chino entlassen und kehrte nach Erie zurück. Zu dieser Zeit entwickelte Ferritto ein Magengeschwür, das ernst genug war, um eine Entfernung eines Teils seines Magens zu verlangen. Um seine Nerven zu beruhigen, nahm er Antazidum und rauchte Marihuana.

### Der Danny-Greene-Mord
Während der 1970er Jahre gab es einen irischen Gangster namens Danny Greene, der begann mit der Mafia Clevelands zu konkurrieren. Dies führte zu einem äußerst gewalttätigen Krieg zwischen der Mafia und der Bande von Danny Greene, in welchem fast 40 Autobomben in Cleveland explodierten. Nach acht gescheiterten Versuchen Greene zu ermorden, besorgte sich Oberhaupt James „Jack White“ Licavoli Hilfe von außerhalb. Für den Mord an Danny Greene beauftragten Licavoli und Underboss Angelo Lonardo im Jahr 1977 Ray Ferritto und boten ihm eine Stelle als Führungsposition und sein eigenes Territorium als Gegenleistung an. Sie erfuhren von einem geplanten Zahnarzttermin am 6. Oktober 1977 und während Greene im Inneren des Gebäudes war, platzierten Ferritto und Ronald Carabbia, ein Mitarbeiter Licavolis, eine Bombe in einem Auto und parkten dieses neben dem Auto von Greene. Als Green heraus kam und seine Autotür öffnen wollte, zündete Carabbia per Fernzünder die Bombe im nebengeparkten Auto und Greene starb sofort.

### Verhaftung und Folgen
Bei dem Mord an Green gab es zwei Zeugen namens Greg und Debbie Spoth. Debbie, die Tochter eines Vorort-Polizisten, war eine Skizzenkünstlerin, die eine erstaunlich präzise Skizze von Ray Ferritto für die Behörden zeichnete. Die Polizei von Cleveland identifizierte Ray Ferritto anhand der Skizze und es wurde ein Haftbefehl ausgestellt. In Ferritto's Haus in Erie fand die Polizei die Registrierungspapiere für den Bombenwagen und verhaftete ihn.
Nachdem Licavoli von der Verhaftung von Ferritto hörte, erteilte er einen Mordauftrag gegen ihn. Als Ferritto davon erfuhr, dass die Cleveland-Familie seinen Tod forderte, wurde er zum Pentito  und sagte 1978 als Kronzeuge gegen seine Komplizen aus. Er gestand auch die Ermordung von Julius Petro aus dem Jahr 1969. Die darauf folgenden Prozesse führen zur Verurteilung von Licavoli und Jimmy Fratianno, der ebenfalls zum Pentito wurde, und gegen Mafiamitglieder im ganzen Land aussagte. All diese Geschehnisse führten letztendlich zu dem berüchtigten Mafia Commission Trial und wurden 2011 in Bulletproof Gangster verfilmt.
Durch seine Hilfe als Zeuge verbrachte Ferritto weniger als vier Jahre im Gefängnis, verließ bereits nach einem Jahr aus freien Stücken das Zeugenschutzprogramm und ging nach Pennsylvania.

### Letzte Jahre
1992 wurde er wegen krimineller Verschwörung und illegaler Buchmacherei verurteilt.
Ferritto zog sich im Jahr 2000 zurück und zog nach Florida, wo er vier Jahre später durch Herzinsuffizienz im Alter von 75 Jahren starb.

## Filme und Dokumentationen
- 2011: Bulletproof Gangster (OT: Kill the Irishman); Film über das Leben von Danny Greene und dessen Konflikte mit der Licavoli-Familie und der Gambino-Familie. Ray Ferritto wird gespielt von Robert Davi.[9]